# Pityrocarpa
Genre
Pityrocarpa  est un genre de plantes à fleurs dicotylédones de la famille des Fabaceae, sous-famille des Mimosoideae, originaire d'Amérique du Sud, qui comprend cinq espèces acceptées.

## Liste d'espèces
Selon The Plant List (4 décembre 2018) :
- Pityrocarpa fruticosa (Mart.) Brenan
- Pityrocarpa leucoxylon (Barneby & J.W. Grimes) Luckow & R. W. Jobson
- Pityrocarpa moniliformis (Benth.) Luckow & R. W. Jobson
- Pityrocarpa obliqua (Pers.) Brenan
- Pityrocarpa trisperma (Vell.) Brenan